# Coppa Davis 1995
La Coppa Davis 1995 fu l'84ª edizione del massimo torneo riservato alle nazionali maschili di tennis. Vi hanno partecipato 115 nazioni. Nella finale disputata dal 1° al 3 dicembre all'Olimpijskij di Mosca in Russia, gli Stati Uniti hanno battuto la Russia.

## Gruppo Mondiale
| Squadre partecipanti | Squadre partecipanti | Squadre partecipanti | Squadre partecipanti |
| Australia            | Austria              | Belgio               | Croazia              |
| Rep. Ceca            | Danimarca            | Francia              | Germania             |
| Italia               | Paesi Bassi          | Russia               | Sudafrica            |
| Spagna               | Svezia               | Svizzera             | Stati Uniti          |
| -------------------- | -------------------- | -------------------- | -------------------- |

### Tabellone
|  | Primo turno 3-5 febbraio                         | Primo turno 3-5 febbraio | Primo turno 3-5 febbraio              |                         |             | Quarti di finale 31 marzo - 2 aprile | Quarti di finale 31 marzo - 2 aprile | Quarti di finale 31 marzo - 2 aprile |   |  | Semifinali 22-24 settembre | Semifinali 22-24 settembre   | Semifinali 22-24 settembre |   |  | Finale 1-3 dicembre | Finale 1-3 dicembre | Finale 1-3 dicembre |
|  |                                                  |                          |                                       |                         |             |                                      |                                      |                                      |   |  |                            |                              |                            |   |  |                     |                     |                     |
|  | Saint Petersburg, Stati Uniti (Sintetico indoor) |                          |                                       |                         |             |                                      |                                      |                                      |   |  |                            |                              |                            |   |  |                     |                     |                     |
|  |                                                  | Stati Uniti              | 4                                     |                         |             |                                      |                                      |                                      |   |  |                            |                              |                            |   |  |                     |                     |                     |
|  |                                                  | Stati Uniti              | 4                                     | Palermo, Italia (Terra) |             |                                      |                                      |                                      |   |  |                            |                              |                            |   |  |                     |                     |                     |
|  |                                                  | Francia                  | 1                                     |                         |             |                                      |                                      |                                      |   |  |                            |                              |                            |   |  |                     |                     |                     |
|  |                                                  | Francia                  | 1                                     |                         | Stati Uniti | 5                                    |                                      |                                      |   |  |                            |                              |                            |   |  |                     |                     |                     |
|  | Napoli, Italia (Terra)                           |                          |                                       |                         | Stati Uniti | 5                                    |                                      |                                      |   |  |                            |                              |                            |   |  |                     |                     |                     |
|  |                                                  |                          | Italia                                | 0                       |             |                                      |                                      |                                      |   |  |                            |                              |                            |   |  |                     |                     |                     |
|  |                                                  | Rep. Ceca                | Italia                                | 0                       | 1           |                                      |                                      |                                      |   |  |                            |                              |                            |   |  |                     |                     |                     |
|  |                                                  | Rep. Ceca                |                                       |                         | 1           |                                      | Las Vegas, Stati Uniti (Cemento)     |                                      |   |  |                            |                              |                            |   |  |                     |                     |                     |
|  |                                                  | Italia                   | 4                                     |                         |             |                                      |                                      |                                      |   |  |                            |                              |                            |   |  |                     |                     |                     |
|  |                                                  |                          |                                       |                         |             |                                      |                                      | Stati Uniti                          | 4 |  |                            |                              |                            |   |  |                     |                     |                     |
|  | Copenaghen, Danimarca (Sintetico indoor)         |                          |                                       |                         |             |                                      |                                      | Stati Uniti                          | 4 |  |                            |                              |                            |   |  |                     |                     |                     |
|  |                                                  |                          | Svezia                                | 1                       |             |                                      |                                      |                                      |   |  |                            |                              |                            |   |  |                     |                     |                     |
|  |                                                  | Svezia                   | Svezia                                | 1                       | 3           |                                      |                                      |                                      |   |  |                            |                              |                            |   |  |                     |                     |                     |
|  |                                                  | Svezia                   | Växjö, Svezia (Sintetico indoor)      |                         | 3           |                                      |                                      |                                      |   |  |                            |                              |                            |   |  |                     |                     |                     |
|  |                                                  | Danimarca                | 2                                     |                         |             |                                      |                                      |                                      |   |  |                            |                              |                            |   |  |                     |                     |                     |
|  |                                                  | Danimarca                | 2                                     |                         | Svezia      | 5                                    |                                      |                                      |   |  |                            |                              |                            |   |  |                     |                     |                     |
|  | Vienna, Austria (Cemento indoor)                 |                          |                                       |                         | Svezia      | 5                                    |                                      |                                      |   |  |                            |                              |                            |   |  |                     |                     |                     |
|  |                                                  |                          | Austria                               | 0                       |             |                                      |                                      |                                      |   |  |                            |                              |                            |   |  |                     |                     |                     |
|  |                                                  | Spagna                   | Austria                               | 0                       | 1           |                                      |                                      |                                      |   |  |                            |                              |                            |   |  |                     |                     |                     |
|  |                                                  | Spagna                   |                                       |                         | 1           |                                      |                                      |                                      |   |  |                            | Mosca, Russia (Terra indoor) |                            |   |  |                     |                     |                     |
|  |                                                  | Austria                  | 4                                     |                         |             |                                      |                                      |                                      |   |  |                            |                              |                            |   |  |                     |                     |                     |
|  |                                                  |                          |                                       |                         |             |                                      |                                      |                                      |   |  |                            |                              | Stati Uniti                | 3 |  |                     |                     |                     |
|  | Durban, Sudafrica (Cemento)                      |                          |                                       |                         |             |                                      |                                      |                                      |   |  |                            |                              | Stati Uniti                | 3 |  |                     |                     |                     |
|  |                                                  |                          | Russia                                | 2                       |             |                                      |                                      |                                      |   |  |                            |                              |                            |   |  |                     |                     |                     |
|  |                                                  | Sudafrica                | Russia                                | 2                       | 3           |                                      |                                      |                                      |   |  |                            |                              |                            |   |  |                     |                     |                     |
|  |                                                  | Sudafrica                | Mosca, Russia (Sintetico indoor)      |                         | 3           |                                      |                                      |                                      |   |  |                            |                              |                            |   |  |                     |                     |                     |
|  |                                                  | Australia                | 2                                     |                         |             |                                      |                                      |                                      |   |  |                            |                              |                            |   |  |                     |                     |                     |
|  |                                                  | Australia                | 2                                     |                         | Sudafrica   | 1                                    |                                      |                                      |   |  |                            |                              |                            |   |  |                     |                     |                     |
|  | Anversa, Belgio (Terra indoor)                   |                          |                                       |                         | Sudafrica   | 1                                    |                                      |                                      |   |  |                            |                              |                            |   |  |                     |                     |                     |
|  |                                                  |                          | Russia                                | 4                       |             |                                      |                                      |                                      |   |  |                            |                              |                            |   |  |                     |                     |                     |
|  |                                                  | Belgio                   | Russia                                | 4                       | 1           |                                      |                                      |                                      |   |  |                            |                              |                            |   |  |                     |                     |                     |
|  |                                                  | Belgio                   |                                       |                         | 1           |                                      | Mosca, Russia (Terra indoor)         |                                      |   |  |                            |                              |                            |   |  |                     |                     |                     |
|  |                                                  | Russia                   | 4                                     |                         |             |                                      |                                      |                                      |   |  |                            |                              |                            |   |  |                     |                     |                     |
|  |                                                  |                          |                                       |                         |             |                                      |                                      | Russia                               | 3 |  |                            |                              |                            |   |  |                     |                     |                     |
|  | Ginevra, Svizzera (Terra indoor)                 |                          |                                       |                         |             |                                      |                                      | Russia                               | 3 |  |                            |                              |                            |   |  |                     |                     |                     |
|  |                                                  |                          | Germania                              | 2                       |             |                                      |                                      |                                      |   |  |                            |                              |                            |   |  |                     |                     |                     |
|  |                                                  | Svizzera                 | Germania                              | 2                       | 1           |                                      |                                      |                                      |   |  |                            |                              |                            |   |  |                     |                     |                     |
|  |                                                  | Svizzera                 | Utrecht, Paesi Bassi (Cemento indoor) |                         | 1           |                                      |                                      |                                      |   |  |                            |                              |                            |   |  |                     |                     |                     |
|  |                                                  | Paesi Bassi              | 4                                     |                         |             |                                      |                                      |                                      |   |  |                            |                              |                            |   |  |                     |                     |                     |
|  |                                                  | Paesi Bassi              | 4                                     |                         | Paesi Bassi | 1                                    |                                      |                                      |   |  |                            |                              |                            |   |  |                     |                     |                     |
|  | Karlsruhe, Germania (Cemento indoor)             |                          |                                       |                         | Paesi Bassi | 1                                    |                                      |                                      |   |  |                            |                              |                            |   |  |                     |                     |                     |
|  |                                                  |                          | Germania                              | 4                       |             |                                      |                                      |                                      |   |  |                            |                              |                            |   |  |                     |                     |                     |
|  |                                                  | Croazia                  | Germania                              | 4                       | 1           |                                      |                                      |                                      |   |  |                            |                              |                            |   |  |                     |                     |                     |
|  |                                                  | Croazia                  |                                       |                         | 1           |                                      |                                      |                                      |   |  |                            |                              |                            |   |  |                     |                     |                     |
|  |                                                  | Germania                 | 4                                     |                         |             |                                      |                                      |                                      |   |  |                            |                              |                            |   |  |                     |                     |                     |

### Finale
| Russia 2 | Olimpijskij, Mosca, Russia 1-3 dicembre 1995 Terra (indoor) | Olimpijskij, Mosca, Russia 1-3 dicembre 1995 Terra (indoor)         | Stati Uniti 3 |     |      |      |     |  |
| \| \| \| \| 1 \| 2 \| 3 \| 4 \| 5 \| \| \| - \| \| ------------------------------------------------------------------- \| ---- \| --- \| ---- \| ---- \| --- \| \| \| 1 \| \| Andrej Česnokov Pete Sampras \| 6 3 \| 4 6 \| 3 6 \| 7 65 \| 4 6 \| \| \| 2 \| \| Evgenij Kafel'nikov Jim Courier \| 7 61 \| 7 5 \| 6 3 \| \| \| \| \| 3 \| \| Evgenij Kafel'nikov / Andrej Ol'chovskij Todd Martin / Pete Sampras \| 5 7 \| 4 6 \| 3 7 \| \| \| \| \| 4 \| \| Evgenij Kafel'nikov Pete Sampras \| 2 6 \| 4 6 \| 65 7 \| \| \| \| \| 5 \| \| Andrej Česnokov Jim Courier \| 61 7 \| 7 5 \| 6 0 \| \| \| \| |                                                             |                                                                     |               |     |      |      |     |  |
| |                                                             |                                                                     | 1             | 2   | 3    | 4    | 5   |  |
| 1 | Russia (bandiera) · Stati Uniti (bandiera)                  | Andrej Česnokov Pete Sampras                                        | 6 3           | 4 6 | 3 6  | 7 65 | 4 6 |  |
| 2 | Russia (bandiera) · Stati Uniti (bandiera)                  | Evgenij Kafel'nikov Jim Courier                                     | 7 61          | 7 5 | 6 3  |      |     |  |
| 3 | Russia (bandiera) · Stati Uniti (bandiera)                  | Evgenij Kafel'nikov / Andrej Ol'chovskij Todd Martin / Pete Sampras | 5 7           | 4 6 | 3 7  |      |     |  |
| 4 | Russia (bandiera) · Stati Uniti (bandiera)                  | Evgenij Kafel'nikov Pete Sampras                                    | 2 6           | 4 6 | 65 7 |      |     |  |
| 5 | Russia (bandiera) · Stati Uniti (bandiera)                  | Andrej Česnokov Jim Courier                                         | 61 7          | 7 5 | 6 0  |      |     |  |

## Turno di qualificazione al Gruppo Mondiale
Date: 22-24 settembre
| Città                                | Squadra ospitante | Punteggio | Squadra ospite |
| ------------------------------------ | ----------------- | --------- | -------------- |
| Budapest, Ungheria (Terra)           | Ungheria          | 3-2       | Australia      |
| Oslo, Norvegia (Cemento indoor)      | Norvegia          | 0-5       | Belgio         |
| Nuova Delhi, India (erba)            | India             | 3-2       | Croazia        |
| Praga, Repubblica Ceca (Terra)       | Rep. Ceca         | 4-1       | Zimbabwe       |
| Caracas, Venezuela (Terra)           | Venezuela         | 2-3       | Danimarca      |
| Città del Messico, Messico (Cemento) | Messico           | 3-2       | Spagna         |
| Casablanca, Marocco (Terra)          | Marocco           | 0-5       | Francia        |
| Hamilton, Nuova Zelanda (Cemento)    | Nuova Zelanda     | 1-4       | Svizzera       |

- India, Messico ed Ungheria promosse al Gruppo Mondiale della Coppa Davis 1996.
- Belgio, Repubblica Ceca, Danimarca, Francia e Svizzera rimangono nel Gruppo Mondiale della Coppa Davis 1996.
- Marocco (EA), Norvegia (EA), Nuova Zelanda (AO), Venezuela (AMN) e Zimbabwe (EA) rimangono nel Gruppo I della Coppa Davis 1996.
- Australia (AO), Croazia (EA) e Spagna (EA) retrocesse nel Gruppo I della Coppa Davis 1996.

## Zona Americana

### Gruppo I
Squadre partecipanti
- Argentina
- Bahamas
- Brasile
- Cile
- Messico — promossa al Turno di qualificazione al Gruppo Mondiale
- Perù
- Uruguay — retrocessa nel Gruppo II della Coppa Davis 1996
- Venezuela — promossa al Turno di qualificazione al Gruppo Mondiale

### Gruppo II
Squadre partecipanti
- Bolivia — retrocessa nel Gruppo III della Coppa Davis 1996
- Canada — promossa al Gruppo I della Coppa Davis 1996
- Colombia
- Cuba
- Ecuador
- Guatemala
- Haiti — retrocessa nel Gruppo III della Coppa Davis 1996
- Paraguay

### Gruppo III
Squadre partecipanti
- Barbados — promossa al Gruppo II della Coppa Davis 1996
- Bermuda
- Caraibi dell'Est
- Costa Rica
- El Salvador
- Giamaica
- Porto Rico — promossa al Gruppo II della Coppa Davis 1996
- Rep. Dominicana
- Trinidad e Tobago

## Zona Asia/Oceania

### Gruppo I
Squadre partecipanti
- Corea del Sud
- Filippine
- Giappone
- Hong Kong — retrocessa nel Gruppo II della Coppa Davis 1996
- India — promossa Turno di qualificazione al Gruppo Mondiale
- Indonesia
- Nuova Zelanda — promossa al Turno di qualificazione al Gruppo Mondiale
- Taipei cinese

### Gruppo II
Squadre partecipanti
- Cina — promossa al Gruppo I della Coppa Davis 1996
- Iran
- Malaysia — retrocessa nel Gruppo III della Coppa Davis 1996
- Pakistan
- Qatar — retrocessa nel Gruppo III della Coppa Davis 1996
- Sri Lanka
- Thailandia
- Uzbekistan

### Gruppo III
Squadre partecipanti
- Arabia Saudita — promossa al Gruppo II della Coppa Davis 1996
- Bahrein — promossa al Gruppo II della Coppa Davis 1996
- Bangladesh
- Brunei
- Emirati Arabi Uniti
- Giordania
- Kazakistan
- Kuwait
- Libano
- Oceania Pacifica
- Oman
- Singapore
- Siria

## Zona Euro-Africana

### Gruppo I
Squadre partecipanti
- Israele
- Marocco — promossa al Turno di qualificazione al Gruppo Mondiale
- Norvegia — promossa al Turno di qualificazione al Gruppo Mondiale
- Portogallo — retrocessa nel Gruppo II della Coppa Davis 1996
- Romania
- Slovenia — retrocessa nel Gruppo II della Coppa Davis 1996
- Ungheria — promossa al Turno di qualificazione al Gruppo Mondiale
- Zimbabwe — promossa al Turno di qualificazione al Gruppo Mondiale

### Gruppo II
Squadre partecipanti
- Bielorussia
- Costa d'Avorio
- Egitto
- Estonia — retrocessa nel Gruppo III della Coppa Davis 1996
- Finlandia — promossa al Gruppo I della Coppa Davis 1996
- Ghana
- Irlanda — retrocessa nel Gruppo III della Coppa Davis 1996
- Lettonia
- Lituania — retrocessa nel Gruppo III della Coppa Davis 1996
- Lussemburgo
- Monaco — retrocessa nel Gruppo III della Coppa Davis 1996
- Nigeria
- Polonia
- Regno Unito
- Slovacchia
- Ucraina — promossa al Gruppo I della Coppa Davis 1996

### Gruppo III

#### Girone A
Squadre partecipanti
- Benin
- Bulgaria
- Camerun
- Georgia
- Grecia
- Jugoslavia — promossa al Gruppo II della Coppa Davis 1996
- Macedonia — promossa al Gruppo II della Coppa Davis 1996
- Moldavia
- San Marino
- Togo
- Tunisia

#### Girone B
Squadre partecipanti
- Algeria — promossa al Gruppo II della Coppa Davis 1996
- Cipro
- Etiopia
- Kenya
- Malta — promossa al Gruppo II della Coppa Davis 1996
- Rep. del Congo
- Senegal
- Sudan
- Turchia
- Zambia